# De Violier
De Violier (1901-1952) is de naam van een katholieke Nederlandse kunstkring, genoemd naar het gezelschap De Vioolstruik van de katholieke voorman Joseph Alberdingk Thijm uit de 19de eeuw. De kring stond een culturele vernieuwingsdrang voor en wilde breken met de heersende neogotiek. De beweging ontstond uit het tijdschrift Van Onzen Tijd en heeft een tijdlang het tijdschrift De Violier uitgegeven. Jan Kalf nam het initiatief tot oprichting van De Violier.
Hoewel men eerst gepoogd had aan te sluiten bij de bestaande kunstgildes in Nederland werd op 23 november 1901 De Violier als een zelfstandige, katholieke vereniging opgericht. Leden waren op dat moment onder anderen de architecten Cuypers, Stuyt, beeldhouwer Emil Van den Bossche, kunstschilder Dunselman en tekenaar en beeldhouwer Willem Molkenboer met zijn zonen Theo en Antoon.
Het doel van de vereniging was de verheffing van de kunst en de bevordering van smaak en gevoel voor de kunst. Alle leden waren het rooms-katholieke gedachtegoed volledig toegewijd. Naast werkende leden, die door een commissie getoetst werden op kwaliteit, kende De Violier ook belangstellende leden. In haar hoogtijdagen kende de vereniging 86 actieve en 261 belangstellende leden.